# William Yelverton
Monsieur William Yelverton (1400 – c.1477) fut un juge de Norfolk, Angleterre, et deux fois un membre du parlement représentant Great Yarmouth.

## Biographie
Yelverton est né en Norfolk de John Yelverton de Rackheath et Elizabeth, la fille de John Rede de Rougham.
Dans l'année 1427, il était un juge de paix à Norwich et un greffier de 1433 à 1450. Il avait la position de député du Parlement d'Angleterre pour Great Yarmouth en 1435 et 1436.
Il est mort aux alentours de 1477 et il est enterré dans les terres de l'église à Rougham.